# Алатырёв, Иван Карпович
Ива́н Ка́рпович Ала́тырёв (17 июня 1914, Якайсурт, Уржумский уезд, Вятская губерния, Российская империя — 8 апреля 1999, Йошкар-Ола, Марий Эл, Россия) — марийский советский государственный, партийный и комсомольский деятель. Первый секретарь Марийского областного комитета ВЛКСМ (1943—1946), первый заместитель председателя Совета Министров Марийской АССР (1956—1959). Член ВКП(б) с 1939 года.

## Биография
Родился 17 июня 1914 года в д. Якайсурт ныне Куженерского района Марий Эл в бедной крестьянской семье. Рано осиротел, с 12 лет пастушил у кулака, с 17 лет работал бригадиром в колхозе.
В 1931 году окончил школу фабричного-заводского обучения в Балахне Горьковского края, по окончании которой вернулся в родную деревню и работал в колхозе «Красный Пролетарий» рядовым бригадиром, счетоводом. В 1936 году призван в Красную Армию, младший политрук. В 1939 году принят в ВКП(б). В 1939 году вернувшись с военной службы домой, был заместителем, затем заведующим Куженерским районным земельным отделом. Активный комсомольский деятель: в 1943—1946 годах — первый секретарь Марийского обкома ВЛКСМ.
В 1948 году окончил Казанскую партийную школу. Заступил на партийную работу: в 1948—1949 годах — 2-й секретарь Параньгинского, в 1949—1950 годах — 1-й секретарь Сотнурского райкомов ВКП(б) Марийской АССР.
С 1952 года на работе в Совете Министров Марийской АССР: заместитель, в 1956—1959 годах — первый заместитель председателя.
В 1959—1961 годах руководил Марпотребсоюзом, в 1961—1965 годах был министром торговли Марийской АССР.
В 1955—1967 годах, в течение 3 созывов, избирался депутатом Верховного Совета Марийской АССР. В это же время был активным общественным деятелем и пропагандистом в Марийской республике: работал в различных партийных комиссиях, часто встречался с молодёжью.
В 1978 году стал одним из авторов-составителей сборника документов и материалов «Из истории Марийской организации ВЛКСМ».
Его многолетняя и плодотворная общественно-политическая деятельность отмечена орденами «Знак Почёта», Красной Звезды, медалями, почётными грамотами Президиума Верховного Совета Марийской АССР (четырежды) .
Скончался 8 апреля 1999 года после тяжёлой продолжительной болезни в Йошкар-Оле. 

## Награды
- Орден «Знак Почёта» (1951)[2][3]
- Орден Красной Звезды (1946)[2][3]
- Медаль «За доблестный труд в Великой Отечественной войне 1941—1945 гг.»
- Юбилейная медаль «За доблестный труд. В ознаменование 100-летия со дня рождения Владимира Ильича Ленина»
- Почётный знак ЦК ВЛКСМ «За активную работу в комсомоле»
- Почётная грамота Президиума Верховного Совета Марийской АССР (1941, 1946, 1957, 1964)[2][3]